# Гутенко, Павел Данилович
Гутенко Павел Данилович родился 15 ноября 1927, Постольное (Сумский район), Сумская область, Украина — советский военачальник, военный учёный, общественный деятель, генерал-лейтенант
(5.05.1978). Кандидат военных наук.
Профессор Академии военных наук Российской Федерации.

## Биография

### Ранние годы
Родился 15 ноября 1927 года в селе Постольное (Сумский район), Сумская область, Украина, в семье крестьянина.
В июне 1941 окончил 6 классов неполной средней школы.
С ноября 1941 по август 1944 годы находился на временно оккупированной территории.
После освобождения района от немецко-фашистских захватчиков 1 сентября 1943 года пошёл в 7 класс Головашевской неполной средней школы.

### Великая Отечественная война
Детство и юность в оккупации заставили Павла Даниловича рано повзрослеть.
17 ноября 1944 года после окончания 7 класса, в 17 лет был призван Сумским городским военкоматом Сумской области в ряды Красной Армии.
В должности наводчика противотанкового ружья и в звании рядового с боями дошел до г. Праги,
где и встретил Победу.

### Советско-японская война
Но для него война не закончилась, его воинская часть была переброшена на Дальний Восток.
Будучи командиром отделения и в звании сержанта в составе 16 механизированной бригады Забайкальского фронта,
участвовал в прорыве Маньчжуро-Джалайнорского и Халуп-Аржинского укрепрайонов и преодолении горного хребта Большой Хинган, с выходом к побережью Жёлтого моря в районе Дальнего и Порт-Артура.
Участник тяжелейших наступательных сражений на Забайкальском фронте.
Во время боевых действий сбил из противотанкового ружья японский самолет-разведчик, пролетавший над боевыми позициями советских войск.

### Послевоенные годы
После окончания Второй Мировой войны продолжил службу в Красной Армии (с 25 февраля 1946 года
Советская Армия).
В 1951 году, после окончания Курсов лейтенантов при 39 Армии в г. Порт Артур получил
звание лейтенант.
В 1951 году назначен командиром отдельного учебного взвода отдельного саперного батальона (осапб).
Окончил 8-11 классы вечерней школы при Доме офицеров Хасанского района Приморского края.
В 1956 году назначен на должность батальонного инженера пулемётно-артиллерийского батальона
Укрепленного района (пулаб УР).
1958- полковой инженер мотострелкового полка мотострелковой дивизии.
1959—1964 слушатель Военно-инженерной академии им. В. В. Куйбышева в г. Москва.
1964 -офицер, а позже старший офицер оперативно-разведывательного отдела управления инженерных войск Прикарпатского военного округа в г. Львов.
1969-1971- слушатель Военной академии Генерального штаба Вооруженных Сил СССР имени К. Е. Ворошилова (Военная академия Генерального штаба Вооружённых Сил Российской Федерации).
1971- начальник инженерных войск 6 гв. Танковой армии Краснознаменного Киевского Военного
округа в г. Днепропетровск.
1975- начальник инженерных войск Краснознаменного Белорусского Военного округа в г. Минск.
Возглавлял госкомиссию по испытаниям новых маскировочных средств, активно участвовал в инженерном обеспечении крупномасштабных учений Березина (1978), Запад-81.
По опыту учений со 120 гв.мсд (1982) разработал и успешно защитил диссертационную работу. Кандидат военных наук (1983).
В августе 1988 года уволен из Вооруженных Сил в запас.

### Общественная деятельность
Павел Данилович на протяжении многих лет является председателем Совета Белорусской общественной организации воинов запаса инженерных войск.
Он является Почетным солдатом 188-й гвардейской инженерной Новгородской бригады центральной базы развёртывания инженерных войск.
Почетный гражданин пос. Красное Молодечненского района.
По инициативе Павла Даниловича в Республике Беларусь в 1999 г. учреждён и включён в реестр государственных праздников — День инженерных войск, который отмечается 21 января, одна из улиц г. Минска названа улицей САПЕРОВ, а на административном здании завода «Атлант» установлена мемориальная доска в память 16 тысяч саперов, погибших при освобождении Беларуси.

## Награды
- Орден Почёта (26 ноября 2018)[1]
- Орден Отечественной войны 1 степени
- Орден «За службу Родине в Вооружённых Силах СССР» 3 степени
- Орден «За службу Родине в Вооружённых Силах СССР» 2 степени
- Две Медали «За боевые заслуги»
- Медаль «За воинскую доблесть»
- Медаль «За победу над Германией в Великой Отечественной войне 1941—1945 гг.»
- Юбилейная медаль «Двадцать лет Победы в Великой Отечественной войне 1941—1945 гг.»
- Юбилейная медаль «Тридцать лет Победы в Великой Отечественной войне 1941—1945 гг.»
- Юбилейная медаль «Сорок лет Победы в Великой Отечественной войне 1941—1945 гг.»
- Медаль «За победу над Японией»
- Медаль «Ветеран Вооружённых Сил СССР»
- Юбилейная медаль «Пятьдесят лет Победы в Великой Отечественной войне 1941—1945 гг.»
- Юбилейная медаль «60 лет Победы в Великой Отечественной войне 1941—1945 гг.»
- Юбилейная медаль «65 лет Победы в Великой Отечественной войне 1941—1945 гг.»
- Юбилейная медаль «70 лет Победы в Великой Отечественной войне 1941—1945 гг.»
- Медаль Жукова
- Юбилейная медаль «30 лет  Советской Армии и Флота»
- Юбилейная медаль «40 лет Вооружённых Сил СССР»
- Юбилейная медаль «50 лет Вооружённых Сил СССР»
- Юбилейная медаль «60 лет Вооружённых Сил СССР»
- Медаль «За безупречную службу» 1 степени
- Медаль «За безупречную службу» 2 степени
- Медаль "За службу в Инженерных Войсках"

Других государств:
- Медаль Китайско-советская дружба КНР
- Медаль «За укрепление дружбы по оружию» (ЧССР)
- МЕДАЛЬ «ПОБЕДА НА ХАЛХИН-ГОЛЕ» (Монгольская Народная Республика)
- МЕДАЛЬ «60 ЛЕТ МОНГОЛЬСКОЙ НАРОДНОЙ АРМИИ» " (Монгольская Народная Республика)
- Медаль «30 лет Победы над милитаристской Японией» (Монгольская Народная Республика)
- Юбилейная медаль «60 лет освобождения Республики Беларусь от немецко-фашистских захватчиков»
- Юбилейная медаль «65 лет освобождения Республики Беларусь от немецко-фашистских захватчиков»
- Юбилейная медаль 90 лет Вооружённых сил Республики Беларусь
- Медаль Мира (КНР)

## Труды
- Гутенко П. Д.  кандидатская диссертация на тему: «Инженерное обеспечение оперативно-маневренной группы фронта». Москва, 1983
- Гутенко П.Д, Матин Г. А. • Минное оружие, Москва, 1988